# Stephanie Mills
Stephanie Mills (Nova Iorque, 22 de março de 1957) é uma cantora americana, ganhadora do Grammy, ex-estrela da Broadway, que originalmente recebeu o título de "the little girl with the big voice" (a garotinha com o vozeirão).

## Carreira
Mills começou sua carreira aparecendo numa peça aos 9 anos de idade. Dois anos depois, Mills ganhou Amateur Night no Apollo Theater. O êxito levou-a à escalação para o elenco de seu primeiro papel na Broadway, uma criança órfã filha de um escravo fugitivo no musical Maggie Flynn.
No ano de 1973, a carreira de Mills na indústria fonográfica foi lançada quando ela assinou com a  Paramount por Michael Barbiero, sendo o seu primeir "I Knew It Was Love" <Paramount Records. Catalog#: PAA-0290>. Mais tarde ela assinou com a Motown, na qual não ficou muito tempo, após a gravadora ter problemas com o estilo de Mills, que deixou a gravadora em 1976.
Em 1975, a carreira de Mills teve uma grande ascensão quando ela interpretou numa adaptação afro-americana de The Wonderful Wizard of Oz intitulada The Wiz, época na qual ela começou a namorar Michael Jackson. Apresentando um estilo mais urbano no repertório musical e no cenário, The Wiz fez de Stephanie Mills uma estrela particularmente por causa de sua performance na canção "Home", que tornou-se sua canção principal por anos e mais tarde receberia uma versão de Diana Ross numa adaptação para o cinema três anos mais tarde e por Whitney Houston na sua estreia musical na televisão no início da década de 1980.
Seu sucesso musical foi limitado até 1979, quando ela assinou com a gravadora da 20th Century Fox, sendo aí que Mills pôde enfim fazer sucesso efetivo, com canções como "Put Your Body In It", "You Can Get Over," e "What Cha Gonna Do With My Lovin'". O álbum resultante, What Cha Gonna Do With My Lovin, foi o primeiro disco de ouro de Mills.
Ela manteve o sucesso com Sweet Sensation em 1980, maior sucesso de Mills até então, assim como a canção produzida por Reggie Lucas "Never Knew Love Like This Before". A canção atingiu a 12ª posição no R&B e a 6ª no Pop em 1980, chegando à 4ª posição no Reino Unido. O álbum de 1981, Stephanie, teve uma canção de muito sucesso dela em dueto com Teddy Pendergrass, intitulada "Two Hearts".
O auge do sucesso para Mills manteve-se até 1985, quando sua versão da canção composta por Angela Winbush, "I Have Learned to Respect the Power of Love", atingiu a 1ª posição na parada de R&B. O sucesso para Mills continuou, agora menos intenso com seu álbum de 1989, Home. Os sucesso daquele álbum incluem "The Comfort of a Man", a canção-título, uma versão de The Wiz e outra canção composta por Winbush intitulada "Something in the Way You Make Me Feel", dando mais um disco de platina a Mills.
Mills gravaria mais um álbum (o de 1992, Something Real) e um álbum natalino antes de ter encerrado seu contrato com a MCA em 1992. Mills lançou uma gravação gospel em 1995 pela GospoCentric Records intitulada Personal Inspirations. A canção foi produzida por Donald Lawrence e consistia numa versão espiritualizada de seu sucesso "I Have Learned To Respect The Power Of Love." Depois disso, Stephanie deu um tempo na carreira para cuidar de seu filho.
Stephanie Mills retornou às peças musicais em 1997, fazendo o papel principal numa grande produção da peça de Stephen Schwartz, Children of Eden em Nova Jérsei, a qual Schwartz denominou "a produção definitiva" do espetáculo.  Em 2000, Mills começou a ensaiar o retorno à carreira musical com singles gravados com BeBe Winans e o rapper DMX. Ela efetivou o retornou numa produção independente, Born For This (lançada pela Expansion Records no Reino Unido) em 3 de agosto de 2004. Seu primeiro single em mais de uma década, "Can't Let Him Go", fez barulho no rádio urbano contemporâneo. Mills está atualmente em turnê. Uma compilação de 2 discos, abrangendo toda a carreira, com o título Gold, foi lançado pela Hip-O/Universal. Mills acabou de produzir um DVD ao vivo gravado no BB Kings, em Nova York, que será vendido online e em seus shows. 
Mills fez uma aparição no programa Sunday Best em 2007 e foi entrevista no programa The Yolanda Adams Morning Show, onde ela mencionou que agora possui seu próprio selo (JM Records). Mills apresentou-se para o Papa Bento XVI, quando este celebrou uma missa no Yankee Stadium de Nova Iorque em 20 de abril de 2008.

## Vida pessoal
Stephanie é a quinta de seis irmãos. Nasceu e cresceu no Brooklyn, em Nova Iorque. Ela se envolveu romanticamente com Michael Jackson por um curto período, no qual ela participava deThe Wiz. Ela foi casada por pouco tempo (18 meses) com Jeffrey Daniel, do grupo de soul Shalamar. Stephanie também foi casada por algum tempo com um gerente de uma rádio em Charlotte, Carolina do Norte, na década de 1990.

## Discografia
- Movin In The Right Direction - 1974
- For The First Time - 1975
- Love Has Lifted Me - 1976
- What' Cha' Gonna Do With My Lovin - 1979
- Sweet Sensation - 1980
- Stephanie - 1981
- Tantalizingly Hot - 1982
- Merciless - 1983
- I've Got The Cure - 1984
- Stephanie Mills (Self Titled) - 1985
- If I Were Your Woman - 1987
- Home - 1989
- Christmas - 1991
- Something Real - 1992
- Personal Insparations - 1995
- Born For This! - 2004
- Breathless - 2010